# Nomos Karditsa

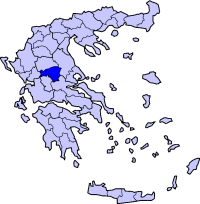
Prefektura Karditsa w Grecji

Karditsa (gr. Καρδίτσα) – do reformy administracyjnej w 2011 roku jedna z prefektur w Grecji w regionie administracyjnym Tesalia, ze stolicą w mieście Karditsa. Graniczyła od północy z prefekturą Trikala, od wschodu z Larisą (obie w regionie Tesalia), od południa z Ftiotydą i Eurytanią (region Grecja Środkowa), od zachodu z Artą (region Epir). Powierzchnia prefektury wynosiła 2636 km², zamieszkiwało ją 130 214 osób (stan z roku 2005).